# 宝沙代淖日
宝沙代淖日也作宝绍代淖尔、宝沙岱诺尔、宝绍代诺尔等，是一个位于中国内蒙古自治区锡林郭勒盟正蓝旗宝绍岱苏木境内的湖泊，面积约为13.3平方千米，属于蒙新高原湖区。它的一级流域为内流区诸河，二级流域为内蒙古内流区。
《中国河湖大典·西北诸河卷》记载，本湖泊水面面积15.65平方千米，水面高程1217米，为咸水湖。湖北面、东面系沙丘地带，有独立存在的中小诺尔5个。南面有哈拉巴郭勒注入。